# Hlyboka (huyện)
Huyện Hlyboka (tiếng Ukraina: Глибоцький район, chuyển tự: Hlybokas'kyi raion, tiếng Romania: Raionul Adâncata) là một huyện của tỉnh Chernivtsi thuộc Ukraina. Huyện Hlyboka có diện tích 674 km², dân số theo điều tra dân số ngày 5 tháng 12 năm 2001 là 72682 người với mật độ 108 người/km2. Trung tâm huyện nằm ở Hlyboka.